# Iracema Arditi
Iracema Ruffolo Arditi ( São Paulo ,1 de fevereiro de 1924- id., 4 de outubro de 2006 ) foi uma pintora naïf brasileira.

## Vida e obra
Arditi trabalhou como jornalista, modelo, secretária e aeromoça antes de começar a pintar em 1951 como autodidata. Em 1952, se casou com o jornalista Guy Arditi, diretor da filial da agência de notícias France Presse, em São Paulo. Começou a trabalhar em 1955 no Atelier Abstração, pintando suas lembranças das paisagens cariocas, onde vivia até se casar e voltar para São Paulo. Em 1972, fundou o Museu do Sol em São Paulo, o primeiro museu de arte naif do Brasil e da América Latina, com uma coleção de 300 pinturas, que Arditi doou para a cidade de Penápolis em  1978. Em 1985, foi nomeada Chevalier des Arts et Lettres pelo Ministério da Cultura da França . Além de exposições individuais, participou de inúmeras exposições conjuntas no Brasil e no exterior. Em 1998 foi premiada na Bienal de Arte Naif Brasileira.

## Exposições individuais (seleção)
- 1965: Casa da Cultura Francesa, São Paulo, Brasil
- 1965: Galeria Herbinet, Paris
- 1966: Galeria Vernon, Rio de Janeiro
- 1967: Galeria II Carpine, Roma
- 1967: Galeria Antoinette, Paris
- 1968: Galeria Cosme Velho, São Paulo
- 1969: Galeria Camille Renault, Paris
- 1970: Galeria Séraphine, Paris
- 1970: Galeria Petite, Rio de Janeiro
- 1971: Galeria Cosme Velho, São Paulo
- 1972: Galeria Barcinski, Rio de Janeiro, Brasil
- 1973: Galeria Azulão, Guarujá
- 1974: Museu Henri Rousseau, Laval, França
- 1974: Galeria Debret, Paris
- 1975: Galeria Documenta, São Paulo
- 1976: Galeria Jardim das Artes, São Paulo
- 1976: Galeria "Le Petit Trésor", Bâle, Suíça
- 1977: Centro Cultural Brasil-Estados Unidos, Santos, Brasil
- 1977: Galeria Karlen Gugelmeier, Montevidéu
- 1978: Galeria Spacio - Punta del Este, Uruguai
- 1978: Galeria de Arte Acadêmica, São Paulo
- 1981: Galeria de Arte André - São Paulo
- 1982: Museu do Sol - Penápolis, São Paulo
- 1983: Galeria de Arte André - São Paulo
- 1986: Galeria Contemporânea, Ribeirão Preto
- 1990: Espaço Cultural OP, Lyon
- 1990: Maison de l'Unesco, Paris
- 1990: Galeria Zangbieri, Bâle, Suíça
- 1992: Espaço Cultural Accueil et Rencontre, Lyon
- 1992: Maison de France - Cultura Francesa, Lyon
- 1994: Universidade de Heidelberg, Heidelberg
- 1996: Banco Central do Brasil, São Paulo
- 1997: Galeria Choice, São Paulo
- 1998: Bienal de Arte Naif Brasileira, Piracicaba, São Paulo
- 1999: Papéis Preciosos: Santo Domingo, República Dominicana